# Tityus magnimanus
Espèce
Synonymes
- Tityus falconensis González-Sponga, 1974

Tityus magnimanus est une espèce de scorpions de la famille des Buthidae.

## Distribution
Cette espèce est endémique de l'État de Falcón au Venezuela,.

## Description
Le mâle holotype mesure 68 mm.

## Publication originale
- Pocock, 1897 : « Descriptions of some new species of scorpions o the genus Tityus, with notes upon some forms allied to T. americanus (Linn.). » Annals and Magazine of Natural History, sér. 6, vol. 19, p. 510-521 (texte intégral).